# Carlos Filipe Ximenes Belo
Carlos Filipe Ximenes Belo, SDB (* 3. února 1948 Wailakama) je východotimorský emeritní katolický biskup a salesián. Byl apoštolským administrátorem tehdejší diecéze Dili, a to od 21. března 1988 (jmenování, vysvěcení proběhlo 19. června 1988) do 26. listopadu 2002, kdy se po soukromém setkání s tehdejším katolickým papežem Janem Pavlem II. vzdal úřadu. Po odstoupení z funkce se usadil v Portugalsku.
V roce 1996 obdržel společně s Joséem Ramosem-Hortou Nobelovu cenu míru za „přispění k mírovému řešení východotimorského konfliktu“. V roce 2022 byl obviněn ze sexuálních deliktů vůči několika dospívajícím chlapcům, ke kterým mělo dojít v letech 1980 až 2000. Svatý stolec potvrdil, že se těmito obviněními od roku 2019 zabývá. Roku 2020 na emeritního biskupa uvalil sankce podle kanonického práva.

## Vyznamenání
- velkokříž Řádu svobody (Portugalsko, 6. srpna 1998)
- řetěz Řádu Východního Timoru (Východní Timor, 2016)[1]